# Satava
Satava è un'isola situata nel Mare dell'Arcipelago, al largo della città di Turku, in Finlandia. Si trova tra le isole di Hirvensalo e Kakskerta, alle quali è collegata da ponti. È lunga circa 8 km e nel punto più largo misura 2,5 km, per un totale di circa 11 km² di estensione. Come molte isole finlandesi, conta sul suo territorio numerose residenze estive. 
Satava dal 1968 è un distretto di Turku che comprende, oltre all'isola stessa, anche isole più piccole nelle vicinanze, come Kulho e Järvistensaari. Dal punto di vista amministrativo fa parte della municipalità di Kakskerta.
Nel 2007 aveva una popolazione di 818 residenti, dei quali il 94,5% parlava come prima lingua il finlandese, il 4.5% lo svedese e lo 0,5% altre lingue.